# Gasthaus Zum Goldenen Stern (Nördlingen)

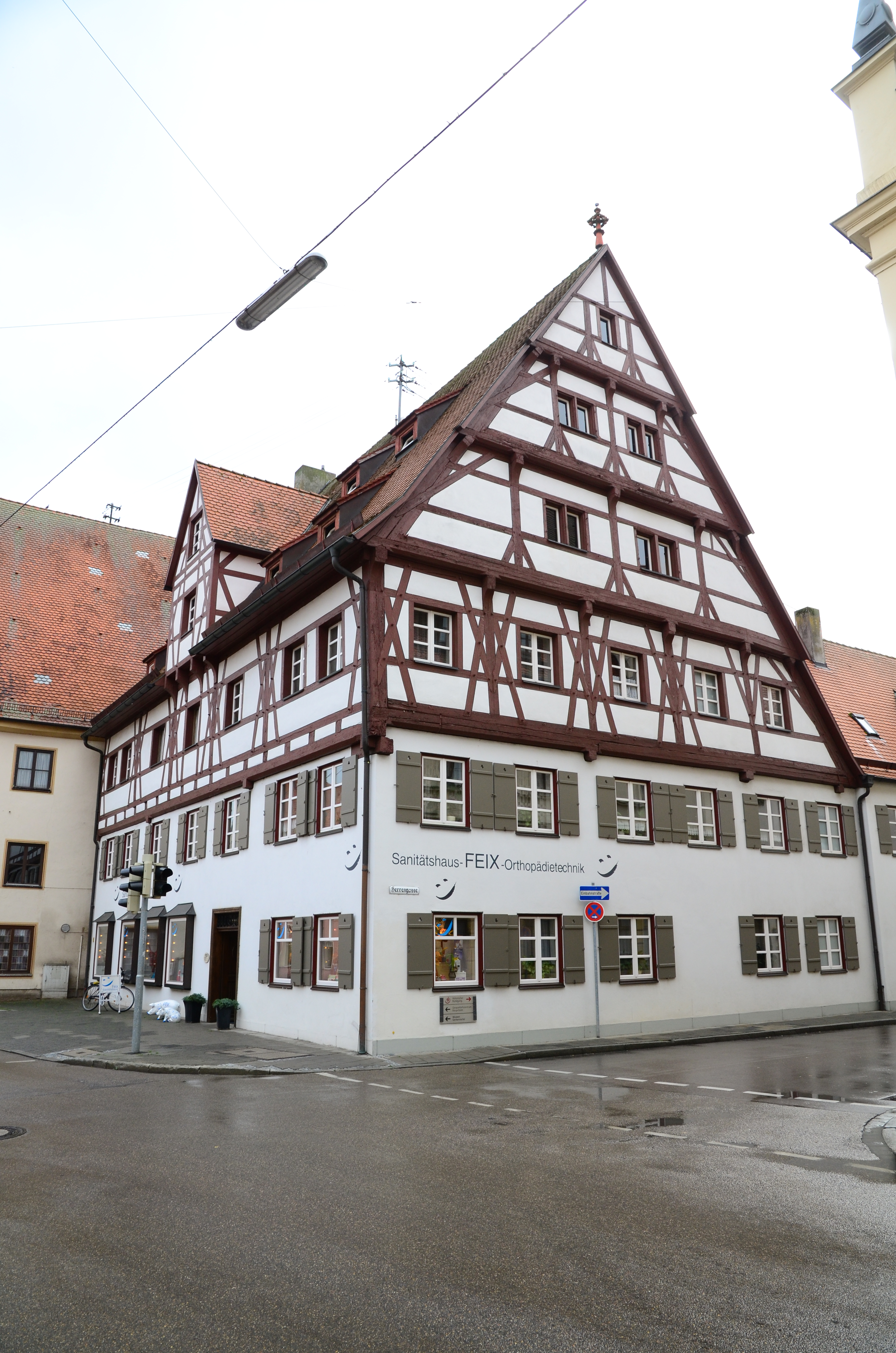
Ehemaliges Gasthaus Zum Goldenen Stern in Nördlingen

Das Gasthaus Zum Goldenen Stern in Nördlingen, einer Stadt im schwäbischen Landkreis Donau-Ries in Bayern, wurde im späten 15. Jahrhundert errichtet. Das ehemalige Gasthaus an der Baldinger Straße 19 ist ein geschütztes Baudenkmal.
Der dreigeschossige und teils verputzte Fachwerkbau mit Satteldach und Zwerchgiebel steht in Ecklage zur Herrengasse. Der Obergeschoss und die Giebelgeschosse sind vorkragend. Das Fachwerk besteht aus überkreuzten, verblatteten K-Streben und das Dachwerk ist mit einem liegenden Stuhl konstruiert.
Das Gasthaus Zum Goldenen Stern existierte von 1673 bis 1920. Zeitweise war es das Zunftlokal der Schneider und Tuchscherer.
In den 1970er Jahren wurde das Gebäude im Rahmen des Stadtsanierungsprogramms instand gesetzt.